# Vale do Rio dos Sinos
O Vale do Rio dos Sinos recebeu este nome devido ao próprio rio dos Sinos que, em seu percurso, forma um extenso e fértil vale coberto por inúmeros municípios. Apesar de ser descrito abreviadamente como "Vale do Sinos", ou "Vale dos Sinos", a forma correta é "Vale do Rio dos Sinos" [carece de fontes?]. A região pertence atualmente à Região Metropolitana de Porto Alegre.
Existem diferentes definições político-administrativas para a extensão exata e os municípios que compõem o Vale do Rio dos Sinos: o Conselho Regional de Desenvolvimento do Vale do Rio dos Sinos (CONSINOS) – 14 municípios; a Associação dos Municípios do Vale do Rio dos Sinos (AMVRS) – 20 municípios; e a Bacia Hidrográfica do Rio dos Sinos (COMITESINOS) – 32 municípios.
O CONSINOS consiste de uma área de 1.398,5 km², e segundo dados da FEE (Fundação de Economia e Estatística do RS), a população total era de 1.309.991 habitantes, a densidade demográfica era de 928.4 hab/km².
A população do vale é formada principalmente por descendentes de imigrantes alemães, portanto, o romance Um Rio Imita o Reno, de Vianna Moog, é ambientado nesta região e trata da integração cultural de descendentes de alemães com brasileiros.

## Municípios
- Araricá
- Canoas
- Campo Bom
- Dois Irmãos
- Estância Velha
- Esteio
- Ivoti
- Nova Hartz
- Nova Santa Rita
- Novo Hamburgo
- Portão
- São Leopoldo
- Sapiranga
- Sapucaia do Sul